# Адансония
Адансо́ния (лат. Adansōnia) — род деревьев подсемейства Бомбаксовые (Bombacoiodeae) семейства Мальвовые (Malvaceae).
Род включает восемь видов деревьев, из которых типовой вид баобаб африканский широко распространён по африканскому континенту, шесть видов (в том числе, знаменитая своим уникальным внешним видом адансония Грандидье) встречаются только на Мадагаскаре, а восьмой (боаб) — растёт в Австралии. Часто все их называют баобабами.

## Название
Научное родовое название Adansonia дано Карлом Линнеем в честь французского ботаника и исследователя Африки Мишеля Адансона (1727—1806), описавшего баобаб в Сенегале.
Иногда баобаб называют «обезьяньим хлебным деревом», так как мякоть его плодов чрезвычайно привлекает обезьян.

## Ботаническое описание

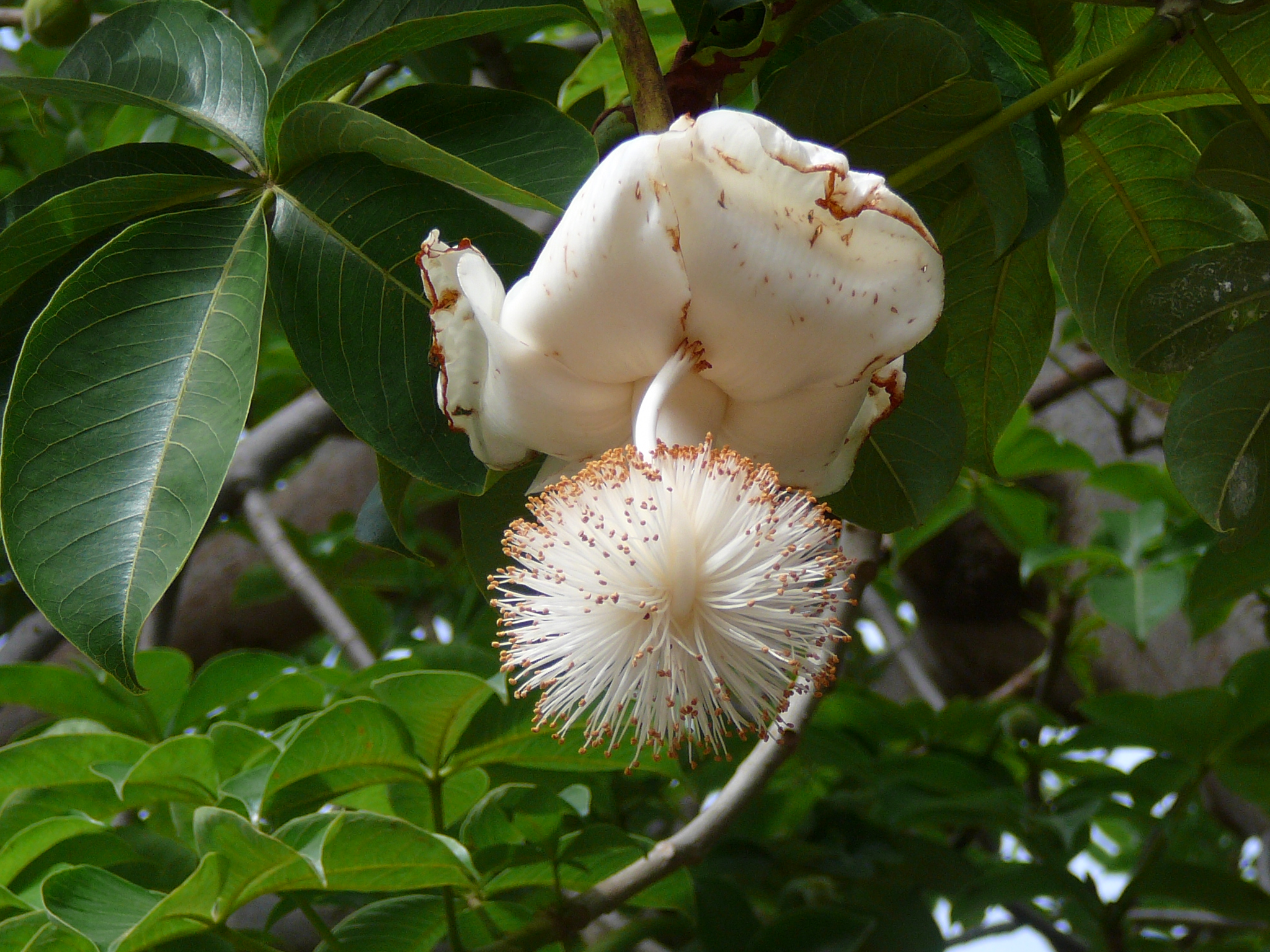
Цветок баобаба африканского

Деревья 5—30 м высотой со стволом 7—11 м в диаметре. Экземпляр баобаба африканского из провинции Лимпопо в ЮАР достиг 47 м в окружности и 15,9 м в высоту. Недавно это дерево распалось на две части. Возможно, что теперь самое мощное дерево (тоже из Южной Африки) достигает в диаметре 10,64 м.
Бутоны шарообразные, на длинных цветоножках. Цветки крупные, белые, с приятным ароматом, распускаются к ночи, а к утру опадают. Тычинки образуют плотный шарик, из которого торчит длинный пестик, лепестки отогнуты назад и располагаются над ними. Опыляют крыланы.
Плоды — яйцевидные опушённые коробочки, содержащие мякоть с семенами. Главные распространители семян — обезьяны.
Полагают, что баобабы живут по нескольку тысяч лет. Это трудно проверить, так как дерево не имеет годичных колец, но, однако, радиоуглеродный анализ допускает такой возраст и показывает, что баобаб может дожить до 5500 лет и даже больше и быть даже старше секвойи. Таким образом, баобаб, возможно, самое древнее дерево в мире.

## Распространение и экология

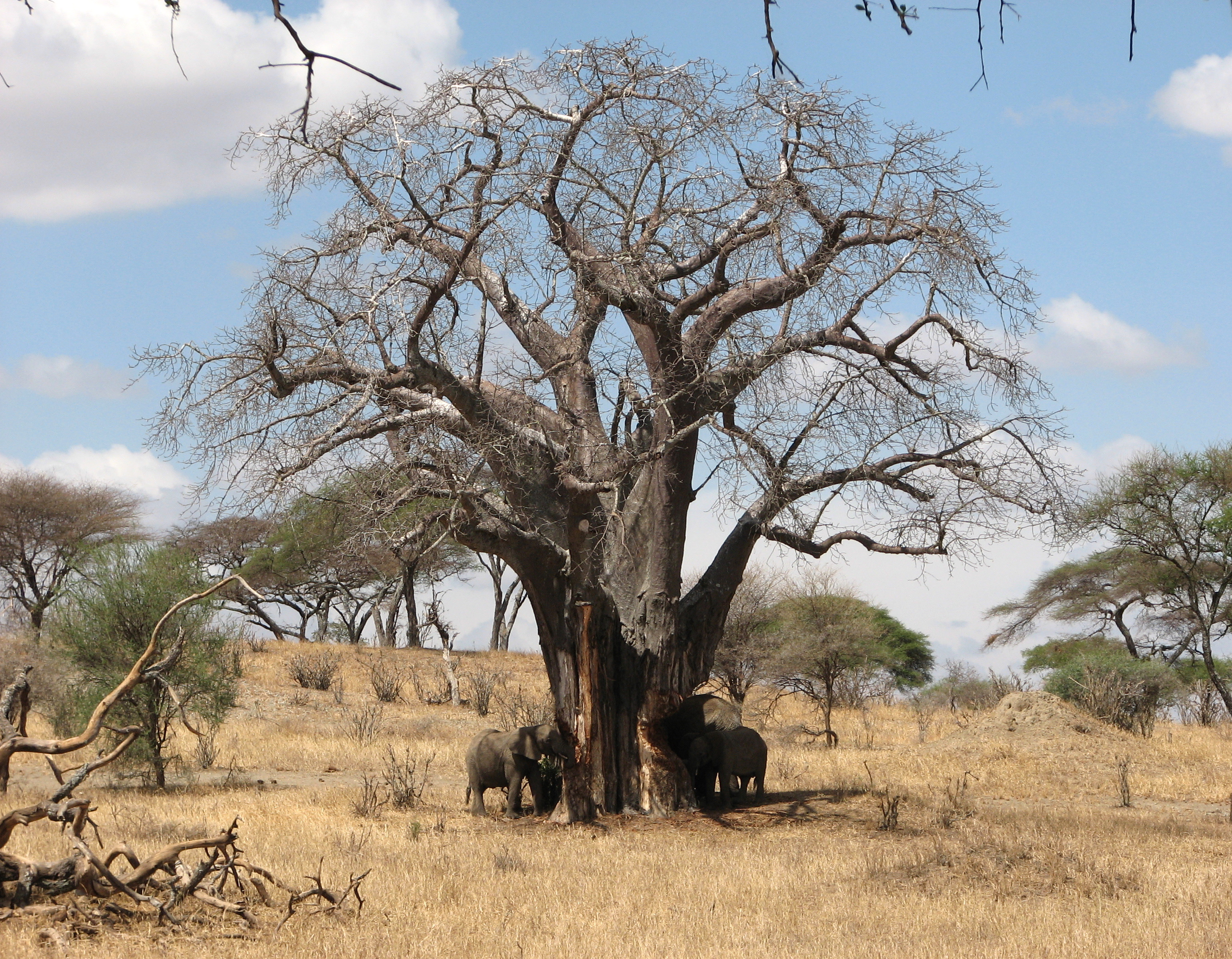
Слоны, лакомящиеся баобабом, Национальный парк в Танзании

Из восьми видов баобабов шесть видов — эндемики Мадагаскара, один вид распространён в континентальной Африке, ещё один — в Австралии. Поскольку древний мегаконтинент Гондвана, содержавший Австралию и Африку, распался 150 миллионов лет назад, такой ареал рода свидетельствует о его ещё бо́льшем возрасте.
Растёт в саваннах. Толстый ствол баобаба служит ему для накопления влаги, необходимой в период засухи. Корни его расползаются на десятки метров, собирая влагу с поверхности почвы. Листва в засуху опадает, а на оголившихся ветвях тут же появляются бутоны.
Мягкая древесина баобаба насыщена водой, поэтому слоны часто ломают баобабы и съедают внутренность ствола, напиваясь им.
Живучесть баобаба необыкновенна. Даже поваленные слонами деревья стремятся вновь укорениться и продолжают расти. Даже приспособленный под жильё баобаб не опадёт, он будет медленно оседать, превращаясь в груду волокна.

## Использование

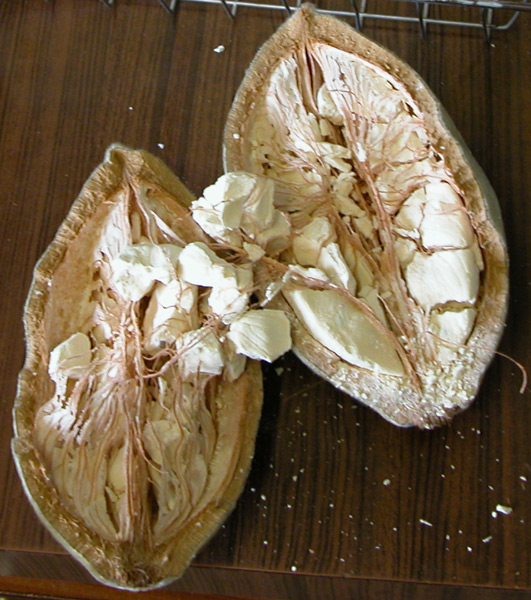
Плод баобаба африканского

Листья баобаба африканского африканцы обычно используют как овощи. Их едят в свежем, отваренном и сушёном виде. В Нигерии листья баобаба известны под названием kuka, из них варят суп с таким же названием.
Плоды баобаба по содержанию витамина C превосходят апельсины, а по содержанию кальция — коровье молоко, на вкус они кисловатые. Мякоть плодов, отделённую от волокон и семян, под названием «кислая тыква» или «обезьяний хлеб» едят в чистом виде или в смеси с овсянкой или молоком. В Малави мякоть плодов используют для получения питательного напитка, по вкусу напоминающему лимонад. В Зимбабве плоды баобаба издавна являются традиционными фруктами и служат для приготовления соуса тартар. В различных частях Восточной Африки высушенная мякоть плодов баобаба, покрытая сладкой глазурью (обычно красного цвета), продаётся в пакетиках, как кисло-сладкие леденцы. В Танзании мякоть плодов баобаба добавляют к сахарной свекле при производстве пива. Мякоть может сохранять в течение длительного времени в воздухонепроницаемых контейнерах. Она может также храниться замороженной.
Семена обычно используются в качестве загустителя супов, в забродившем виде в качестве приправы, их едят жареными, из них извлекают растительное масло.
Кора баобаба даёт прочное волокно. Из него африканцы плетут сети, мешки, делают сёдла, бумагу и даже одежду. Древесина используется для получения краски и топлива.
В Судане местные жители старые баобабы используют в качестве хранилища воды, так как они полые внутри, а вода накапливается в пустотах деревьев в сезон дождей. Плоды применяются для лечения различных болезней. Полые стволы служат также амбарами для хранения зерна и небольшими дачными домиками. В некоторых местностях в стволах баобаба устраивают жилища. Владельцы фермы Sunland в Лимпопо устроили в полом стволе баобаба 22 м высотой паб, назвав его «Большой баобабовый паб». Дерево в окружности достигает 47 м и согласно радиоуглеродному анализу его возраст составляет около 6000 лет.

## Виды

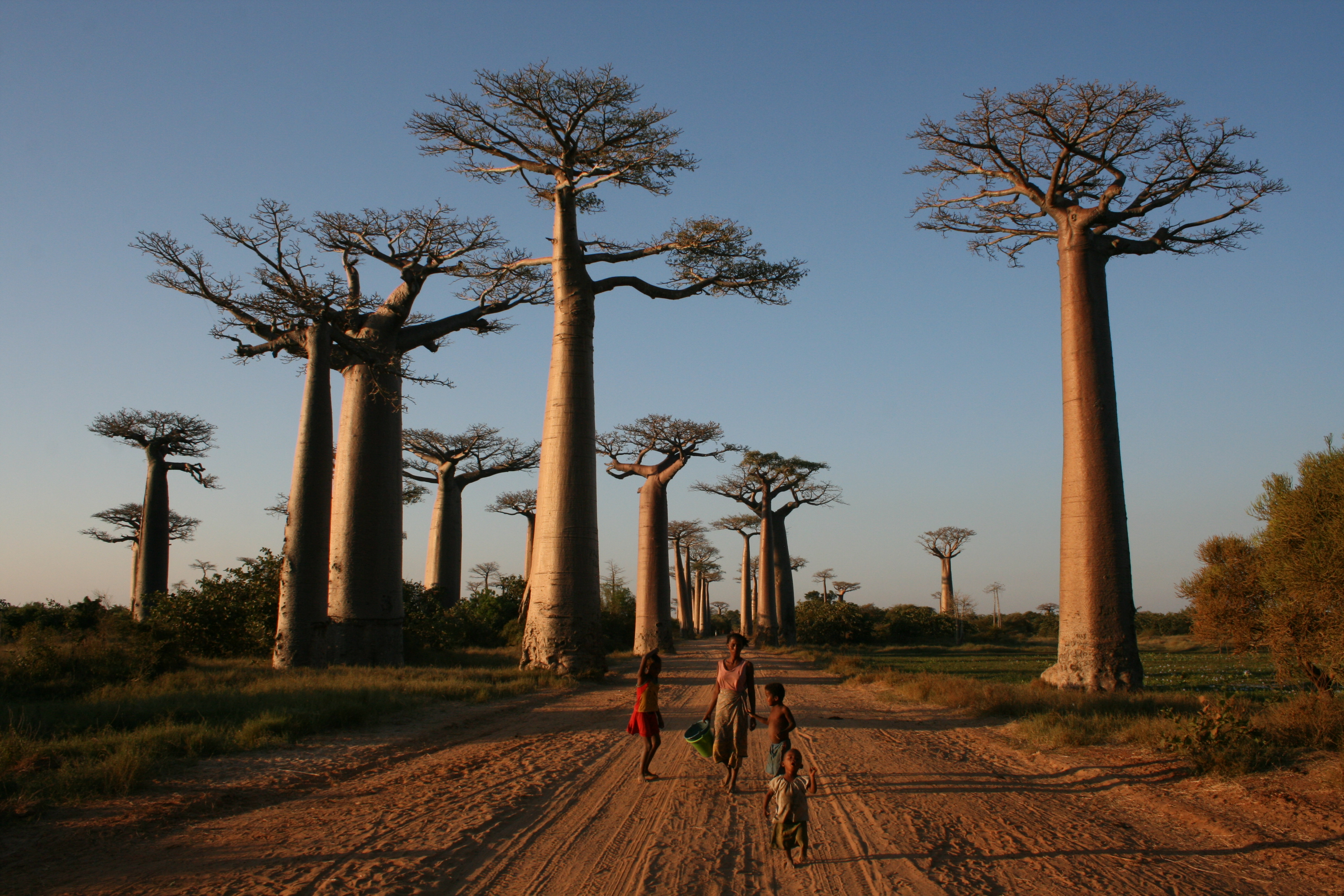
Аллея баобабов

По данным The Plant List на 2013 год, род включает восемь видов:
- Adansonia digitata L. typus — Баобаб африканский, или Адансония пальчатая — западная, северо-восточная, центральная и южная Африка; наиболее известный и распространённый вид.
- Adansonia fony Baill. — Адансония Фони — Мадагаскар.
- Adansonia grandidieri Baill. — Адансония Грандидье — Мадагаскар.
- Adansonia gregorii F.Muell. — Боаб, или Адансония Грегори, или Адансония австралийская, или Баобаб австралийский — северо-западная Австралия.
- Adansonia madagascariensis Baill. — Адансония мадагаскарская — Мадагаскар.
- Adansonia perrieri Capuron — Адансония Перрье — северный Мадагаскар.
- Adansonia suarezensis H.Perrier — Адансония Суареса — Мадагаскар.
- Adansonia za Baill.— северо-запад Мадагаскара.

## Баобаб в культуре

### Музыка
Пускай живешь ты дворником, родишься вновь прорабом.
А после из прораба до министра дорастёшь...
Но если туп, как дерево — родишься баобабом
И будешь баобабом тыщу лет, пока помрёшь.Владимир Высоцкий, Песня о переселении душ